# SwiftCoin
SwiftCoin é uma divisa digital e sistema de correio conhecido como "John McAfee SwiftMail." Utiliza o blockchain para enviar pagamentos e mensagens encriptadas. Swiftcoin foi criada pela Equipa Daniel Bruno.
Com a Swiftcoin (www.swiftcoin.club), os usuários podem comprar e vender moeda de qualquer país, incluindo Bitcoin. Este é um novo sistema de criptomoeda onde as transacções são anónimas e encriptadas, sem um banco central que monitoriza as transações ou os usuários.
A 25 de novembro de 2014, o escritório de Patentes e Marcas dos Estados Unidos patenteou a Swiftcoin como serviço de intercâmbio electrónico e correio (patente US nº 8.894.547). A patente foi outorgada ao empresário Daniel Bruno. Pouco depois, John McAfee comissionou o seu lançamento através do Android.
Em 2012, a empresa iniciou um novo projecto designado por Bonos Bitcoin (Solidus Bonds),  e em 2014 Cofres Bitcoin no Uruguai.
Em março de 2016 a equipa de Daniel Bruno, anunciou uma recompensa de 10 mil dólares para qualquer hacker que descodificasse o código de SwiftCoin e o SwiftMail de John McAfee. O concurso terminou a 1 de abril de 2016 sem qualquer vencedor.
De seguida, nos inícios de abril, a Equipa Daniel Bruno anunciou um novo concurso - $20 000 dólares de recompensa para qualquer pessoa que descodificasse o código SwiftCoin e SwiftMail. Os hackers devem registar-se primeiro em JohnMcAfeeSwiftmail.com, executar o ataque contra a SwiftCoin, e de seguida demonstrar como o fez. O concurso terminou a 30 de abril de 2016.
Em 25 de julho de 2016, o app John McAfee SwiftMail e SwifCoin foi lançado gratuitamente no Google Play.